# حازم فاروق علي
حازم محمد فاروق عبد الخالق منصور (1965) عضو سابق بـمجلس الشعب المصري دورة (2005 - 2010) عن دائرة الساحل و عضو الكتلة البرلمانية للإخوان المسلمين ونقيب أطباء الأسنان بمصر بعد ثورة ثورة 25 يناير

## المؤهلات الدراسية
- حاصل على بكالوريوس طب وجراحة الفم والأسنان – جامعة القاهرة.
- حاصل على ماجستير جراحة الفم والتخدير – جامعة القاهرة.

## العمل السياسي والعام
- رئيس اتحاد طلاب كلية طب الفم والأسنان – جامعة القاهرة عام 1987.
- عضو مجلس اتحاد طلاب جامعة القاهرة عام 1987.
- عضو مجلس نقابة أطباء الأسنان على مستوى مصر منذ عام 1992.
- مرشح لعضوية مجلس الشعب عام 2000 في دائرة الساحل
- عضو مجلس الشعب للفصل التشريعي التاسع (2005- 2010).
- نقيب أطباء الأسنان بمصر.[1]

## وصلات خارجية
- إخوان أون لاين -برلمان 2005